# Vlaho Getaldić
Vlaho (Blaž) Getaldić (Biagio Ghetaldi) (Dubrovnik, 1788. − Dubrovnik, 1872.) je bio hrvatski pjesnik, prevoditelj i visoki lokalni dužnosnik iz obitelji Getaldića. Obnašao je dužnost zamjenika dalmatinskog pokrajinskog upravitelja.

## Životopis
Rodio se je u Dubrovniku 1788. U Dubrovniku je pohađao škole. S 19 godina je ušao u Veliko vijeće. U 35. godini postao je visoki dužnosnik u Zadru, gdje je u Okružnom poglavarstvu, a pet godina poslije obnašao je dužnost okružnog poglavara. Dvadeset je godina bio savjetnikom Zemaljske vlade za Dalmaciju. Nakon burne 1848. postao je zamjenik pokrajinskog upravitelja carske pokrajine Dalmacije. Dužnost je obnašao cijelo desetljeće. Latinski prijevod Gundulićeva Osmana objavio je u Mlecima 1865.

## Vanjske poveznice
- Vlaho Getaldić